# 小田貫一

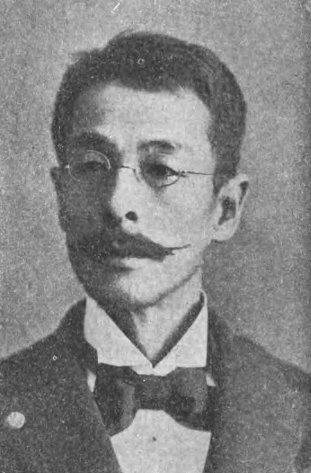
小田貫一

小田 貫一（おだ かんいち、1856年12月29日（安政3年12月3日） - 1909年（明治42年）7月22日）は、日本の政治家、広島市長（第六代）。族籍は広島県平民。玄孫に、内閣総理大臣の岸田文雄がいる。

## 経歴
安芸国佐伯郡宮内村（現広島県廿日市市）に生まれる。小田常吉の長男。家は代々農業を営む。上京して慶應義塾を卒業したのち、広島県会議員を経て宮内村村長となる。
第2回衆議院議員総選挙に立憲政友会からの推薦を受けて当選（以後6回当選）。のちに政友会を離党して社交俱楽部を組織した。1908年（明治41年）3月2日の第24回帝国議会「神職養成部国庫補助二関スル建議案委員会」で委員長として「国家神道」という言葉を初めて公に使用した。その他、『広島新聞』の経営などに携わる。
1909年（明治42年）、広島市長。

## 人物像
『明治人名辞典Ⅱ 上巻』（底本･『日本現今人名辞典（明治三三年）』）をノ三十一によると、
｢君は廣島縣の人代議士なり家世世農を業とす安政三年十一月生る
夙に和漢學及ひ英學を修む曾て戸長、県會議員、村長となる
明治廿七年以來縣の第二區より撰はれて衆議院議員となること四回現今其職に在り憲政黨員たり嘗て廣島新聞を創立して其主筆たり君公共事業の爲め賞杯を受くる數次に及ぶ（安藝國佐伯郡宮内村）｣。

## 家族・親族
小田家
- 父・常吉（広島県平民）[2]
- 妻・たき（1857年8月 - 没年不明、広島県平民、医師、山野井道澤の三女）[2]
- 男・瑞穂（1880年7月 - 没年不明、日本赤十字病院医員[2]）
  - 千葉県医学専門学校出身[2]。
- 男・蕃[2]（1886年5月 - 没年不明）
  - 大阪医学専門学校学生[2]。
- 長女・をきな（1875年9月 - 没年不明、広島県平民、医師、小田得一の妻） [2]
  - 次女・和子は岸田正記に嫁ぐ[6]。
  - 山口病院院長の小田勝は長男[7]。
- 二女・いはな（1879年2月 - 没年不明、東京府人、海軍軍医少将、栗田俊三の妻）[2]
- 四女・たかこ（高子）（1890年4月 - 没年不明、岩動康治の妻）
  - 元科学技術庁長官の岩動道行は次男。